# Erődi Béla (sportoló)
Erődi Béla, Erődi Béla Gyula (Alvinc, 1882. február 10. – Alsóörs, 1946. február 10.) magyar 2. helyezett olimpikon tornász, birkózó, súlyemelő, füleslabda játékos. Polgári foglalkozása postatisztviselő.

## Családja
Erődi Rajmund és Bárdy Ilona fia. 1910. június 25-én Budapesten, Kőbányán feleségül vette Kemény Margit Gizellát, Kemény Rezső és Szeberényi Ilona lányát.

## Sportegyesület
A Budapesti Posta és Távirda Tisztviselők Sport Egyesülete (BPTTSE) egyesület sportolójaként járta a versenyeket.

## Magyar birkózó bajnokság
- 1904-ben – könnyűsúlyban (75 kg) aranyérmes (Postás SE)
- 1905-ben – könnyűsúlyban (75 kg) aranyérmes (Postás SE)

## Magyar tornász bajnokság
1907-ben – összetett tornász-bajnok (Postás SE). A magyar tornasport első országos bajnoka.

## Súlyemelés
1910-ben az osztrák-magyar súlyemelő versenyen könnyűsúlyban (75 kg) 110 kg-ot emelt.

### Olimpiai játékok

#### 1906. évi nyári olimpiai játékok
1906. évi nyári olimpiai játékok torna, függeszkedés (10 méteres kötélmászás – 13,8 mp) sportágában 17 induló közül a 2. helyen végzett. A tornász-öttusaversenyben (pentatlonban: korlát, nyújtó, gyűrű, ló és ugróasztal) 90 ponttal, 37 indulóból 14 társával együtt, míg a tornász – hattusában (hexatlon, a pentatlonhoz képest a lólengési gyakorlattal bővült) 110 ponttal, 17 indulóból 9 társával együtt első osztályú minősítést szerzett.

## Sportvezetőként
Aktív pályafutását befejezve a Budapesti Postás SE tornászszakosztályának elnöke, edzője. Gellért Imre olimpikon az egyik tanítványa volt. A Magyar Birkózó Szövetség tanácstagja. A III. kerület és az Újpest torna-művezetője (edzője). A III. kerület levente csoportjának főoktatója.

## Szakmai sikerek
A Testnevelési Felügyelőség bronzplakettel tüntette ki.

## Külső hivatkozások
- Erődi Béla. oszk.hu. (Hozzáférés: 2015. szeptember 6.)
- Erődi Béla. .blog.hu. (Hozzáférés: 2015. szeptember 6.)
- Erődi Béla. matsz.hu. (Hozzáférés: 2015. szeptember 6.)
- Erődi Béla. 3szek.ro. (Hozzáférés: 2015. szeptember 6.)
- Erődi Béla. birkozoszov.hu. [2016. március 4-i dátummal az eredetiből archiválva]. (Hozzáférés: 2015. szeptember 6.)